# 桥头遗址
桥头遗址是浙江省义乌市一处新石器时代考古遗址。遗址位于城西街道桥头村西侧，属上山文化中晚期，年代为公元前7000年至公元前6500年。遗址发现于2012年11月，2014年起进行多次考古发掘，2020年入围2019年度全国十大考古新发现终评。遗址为浙江省级考古遗址公园。